# Брењас (Порторико)
Брењас (шп. Breñas) град је у америчкој острвској територији Порторико, острвској држави Кариба.

## Демографија
По попису из 2010. године број становника је 3.373, што је 1.269 (60,3%) становника више него 2000. године.
| Група             | 2000.         | 2010.         |
| Белци             | 7 (0,3%)      | 55 (1,6%)     |
| Афроамериканци    | 235 (11,2%)   | 531 (15,7%)   |
| Азијати           | 1 (0,0%)      | 3 (0,1%)      |
| Хиспаноамериканци | 2.096 (99,6%) | 3.288 (97,5%) |
| Укупно            | 2.104         | 3.373         |